# Bastardiastrum tarasoides
Bastardiastrum tarasoides är en malvaväxtart som beskrevs av P.A. Fryxell. Bastardiastrum tarasoides ingår i släktet Bastardiastrum och familjen malvaväxter. Inga underarter finns listade i Catalogue of Life.